# Lijst van ministers van Werkgelegenheid van de Duitstalige Gemeenschap
Dit is een lijst van ministers van Werkgelegenheid in de regering van de Duitstalige Gemeenschap.

## Lijst
| Nr. | Minister | Minister                   | Partij | Partij | Begin        | Einde        | Regering(en)   | Bevoegdheid     |
| --- | -------- | -------------------------- | ------ | ------ | ------------ | ------------ | -------------- | --------------- |
| 1   |          | Karl-Heinz Lambertz (1952) |        | SP     | 6 juli 1999  | 6 juli 2004  | Lambertz I     | Tewerkstelling  |
| 2   |          | Bernd Gentges (1943)       |        | PFF    | 6 juli 2004  | 30 juni 2009 | Lambertz II    | Tewerkstelling  |
| 3   |          | Oliver Paasch (1971)       |        | ProDG  | 30 juni 2009 | 26 juni 2014 | Lambertz III   | Tewerkstelling  |
| 4   |          | Isabelle Weykmans (1979)   |        | PFF    | 26 juni 2014 | 1 juli 2024  | Paasch I en II | Werkgelegenheid |
| 5   |          | Jérôme Franssen (1982)     |        | CSP    | 1 juli 2024  | heden        | Paasch III     | Werkgelegenheid |